# 톱날꽃게
톱날꽃게(Green mud crab)는 대한민국, 일본, 대만, 중국, 베트남, 캄보디아, 싱가포르 그리고 인도네시아에 서식하는 꽃게과의 기수성 게이다. 한반도에서는 낙동강 하구 수역의 모래진흙에 서식하며, 열대 지역에서는 맹그로브 숲에 서식한다. 이전에는 큰톱날꽃게로 알려져 있었다.

## 분포

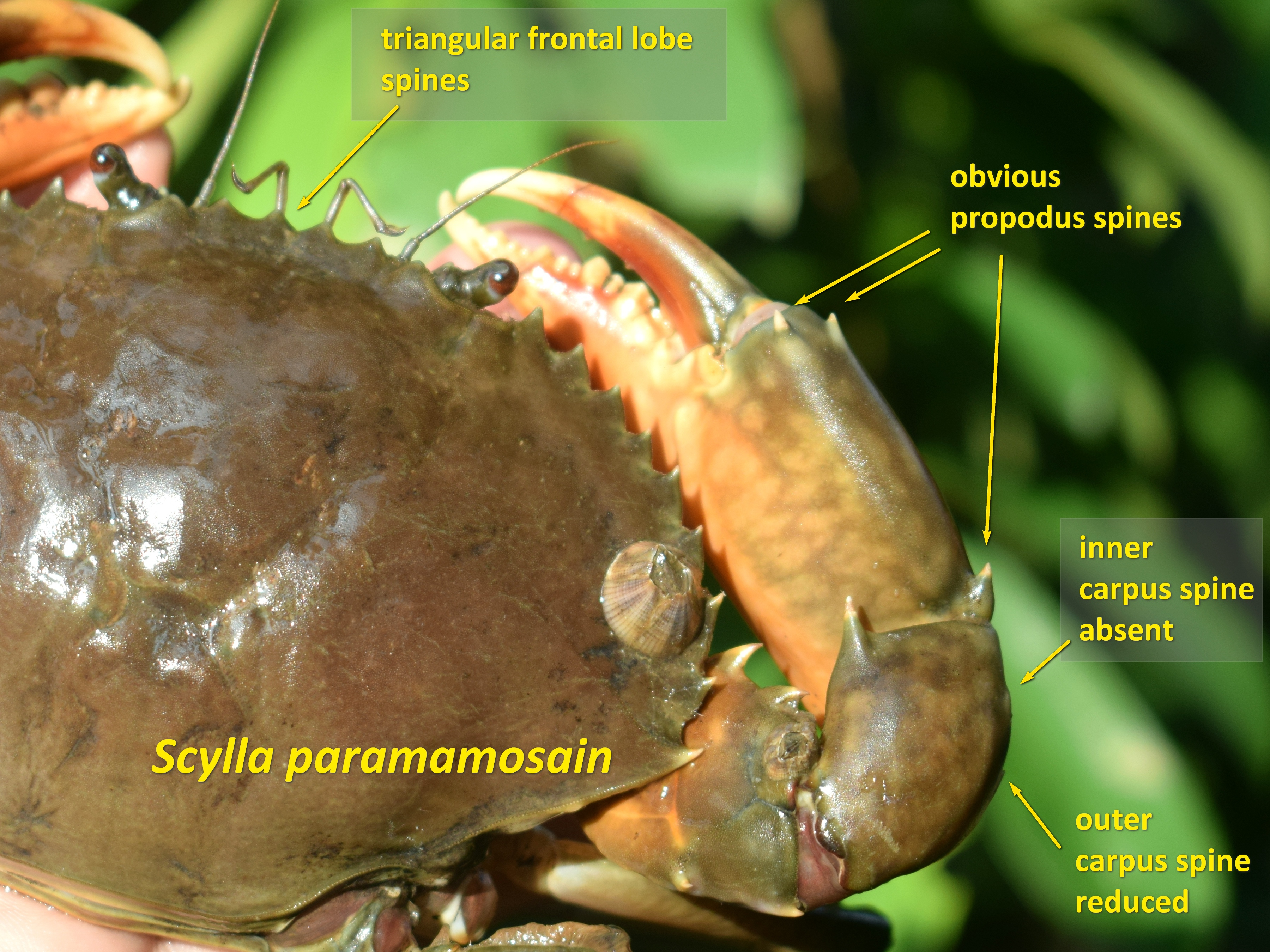
톱날꽃게의 모습

톱날꽃게는 자바해에서 아래로 남중국해의 해안을 따라 발견된다. 현재 남베트남의 수경 재배 농장에서 생산된다.

## 수산물
톱날꽃게는 대한민국에서 여러 요리에 쓰인다. 대한민국에서는 부산에서 '부산 청게'라는 이름으로 상품화했으며 성수기는 9~10월이지만 수요량에 비해 어획량이 적어 고가에 판매되고 있다.